# Stanisław Łapot

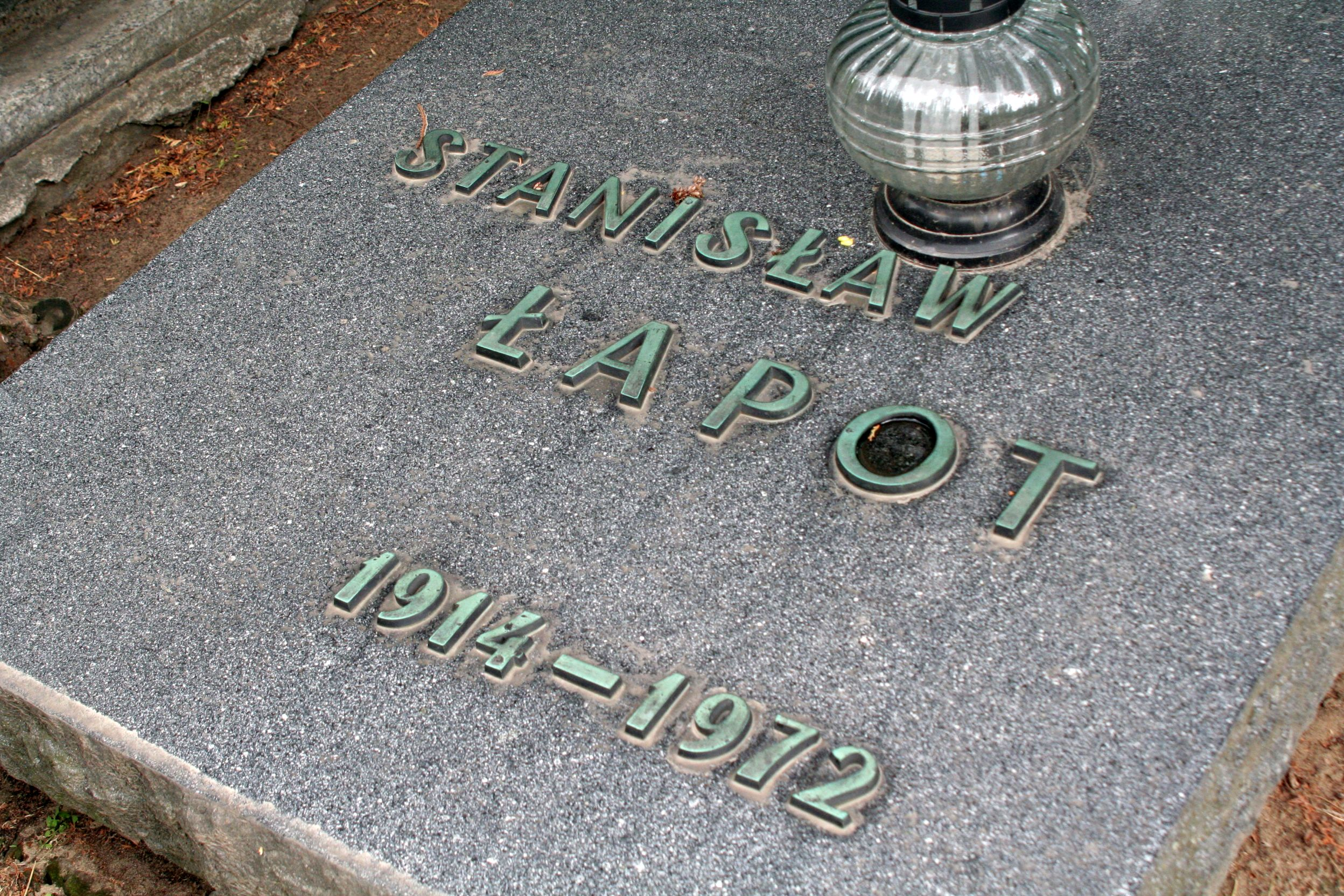
Grób Stanisława Łapota na Cmentarzu Wojskowym na Powązkach w Warszawie

Stanisław Łapot (ur. 1 grudnia 1914 w Międzylesiu ob. Warszawa, zm. 21 stycznia 1972 w Warszawie) – polski hutnik szkła i polityk, poseł na Sejm PRL I kadencji, w latach 1954–1956 wiceprezes Rady Ministrów.

## Życiorys
Syn Ignacego i Bronisławy, uzyskał wykształcenie średnie, z zawodu hutnik szkła. Od 1928 do 1941 pracował w hutach szkła w Bydgoszczy, Siedlcach, Białymstoku i Wołominie. W 1937 wstąpił do Komunistycznej Partii Polski, w 1944 do Polskiej Partii Robotniczej, a w 1948 do Polskiej Zjednoczonej Partii Robotniczej.
W PPR był II sekretarzem komitetu wojewódzkiego w Białymstoku (1945–1946) i I sekretarzem KW w Krakowie (1948). W PZPR był zastępcą kierownika wydziału organizacyjnego (1948–1949), kierownikiem wydziału przemysłu ciężkiego (1951–1954) Komitetu Centralnego, a także kierownikiem Biura Sekretariatu KC (1954). Zastępca członka (1948–1954) i członek (1954–1959) Komitetu Centralnego PZPR, pełnił funkcję I sekretarza Komitetu Wojewódzkiego w Szczecinie (grudzień 1948), Lublinie (1949–1950) i w Krakowie (1950–1951). Uważany za wpływową postać wśród „natolińczyków” podczas walki o władzę w kierownictwie PZPR w latach pięćdziesiątych.
Od 1944 do 1945 starosta powiatu suwalskiego, pełnił mandat posła na Sejm PRL I kadencji. W latach 1954–1956 wiceprezes Rady Ministrów, od sierpnia 1957 do stycznia 1972 był dyrektorem generalnym w Ministerstwie Budownictwa i Przemysłu Materiałów Budowlanych.
Pochowany na Cmentarzu Wojskowym na Powązkach w Warszawie (TUJE B2-15).
Odznaczony m.in. Krzyżem Komandorskim z Gwiazdą Orderu Odrodzenia Polski oraz Orderem Sztandaru Pracy I klasy.